# Mutiny Within
Pour les articles homonymes, voir Mutiny.
Mutiny Within est un groupe de death metal mélodique américain, originaire d'Edison, dans le New Jersey. Le groupe est formé en 2002 par le bassiste Andrew Jacobs à la base pour faire des reprises du célèbre groupe de death metal mélodique Children of Bodom. Depuis sa création, le groupe changera fréquemment de membres avant d'arriver à la composition actuelle. Le frère de Andrew, Brandon Jacobs, se joint à la formation avec le batteur Bill Fore et le claviériste Drew Stavola. En 2010, le groupe signe un contrat pour leur premier album, éponyme, et une tournée internationale avec le label Roadrunner Records.

## Biographie

### Débuts (2009–2010)
À ses débuts, le groupe effectue plusieurs changements de formation et de nom. Jacobs recrute son petit frère, Brandon Jacobs, pour jouer de la guitare rythmique, ainsi que le batteur Bill Fore, et le claviériste Drew Stavola. En cherchant un chanteur, le groupe entre en contact avec Chris Clancy, résidant en Angleterre, après une performance qu'il a posté sur YouTube. Clancy viendra aux États-Unis pour se consacrer au groupe. Le dernier membre, Daniel Bage, partira aussi d'Angleterre après avoir été contacté par Clancy pour enregistrer quelques morceaux de guitare solo. En 2010, Mutiny Within publie son premier album, éponyme, au label Roadrunner Records. Leur chanson Born to Win devient le thème du catcheur Evan Bourne pendant toute sa carrière dans la WWE (entre 2008 et 2014). Roadrunner Records publie une démo de leur chanson Awake pour la compilation Annual Assault (2009). La chanson Awake est ensuite publié pour les abonnés de Roadrunner sur iTunes. Ils enregistrent aussi une chanson intitulée The End pour l'EP God of War: Blood and Metal, publié par Roadrunner Records.
Le groupe tourne en Amérique du Nord en été avec Soilwork et Death Angel entre le 14 juillet et le 15 octobre 2010. Ils se séparent du batteur Bill Fore, quelques mois après la sortie de leur premier album. Bill Fore jouera avec l'ancien guitariste de Black Market Hero et instrumentiste Angel Vivaldi. Il est temporairement remplacé par Chad Anthony, 25 ans, également originaire du New Jersey. Anthony apprend toutes les chansons en deux semaines afin de se préparer pour leur tournée nord-américaine avec Soilwork et Death Angel. Ils annoncent le 20 septembre 2010 l'annulation de leur tournée avec Nevermore pour auditionner et recruter un nouveau batteur. Le 5 octobre 2010, ils annoncent aussi l'annulation de leur tournée avec Scar Symmetry et Epica, pour se concentrer sur leur deuxième album et trouver un nouveau batteur permanent.

### Pause et retour (2011–2012)
Le 23 février 2011, le groupe annonce sa séparation avec Roadrunner Records. Ils publient une bande-annonce de 32 secondes de leur deuxième album sur YouTube. Bien que non officiel, Chad Anthony est listé sur la page MySpace du groupe comme batteur. Chris Clancy annonce son départ le 20 juin 2011 pour des raisons financières, et Drew Stavola aurait quitté lé groupe bien avant. Le 11 octobre 2011, le groupe annonce sur Facebook une pause à durée indéterminée, car en manque de chanteur. Pendant cette pause, Andrew Jacobs forme le groupe Vext avec le chanteur Tommy Vext, Bill Fore et le guitariste Angel Vivaldi.
Le 31 janvier 2012, le groupe poste un lien sur YouTube menant à deux démos inédites : In My Veins et Falls to Pieces. Le 5 juillet 2012, Chris Clancy annonce enregistrer les parties vocales inachevées de Mutiny Within. Même si les membres restent silencieux en 2012, Chris Clancy et le guitariste Brandon Jacobs travaillent ensemble avec Frederic Riverin sur son album solo I, Legion. Ce projet fait aussi participer Björn Strid et Peter Wichers (Soilwork), Jon Howard (Threat Signal), et Angel Vivaldi. L'album Beyond Darkness est publié en septembre 2012.
Un nouveau titre d'album, Mutiny Within II: Synchronicity, est annoncé le 12 janvier 2013. Clancy formera aussi un projet appelé Industry Embers, une organisation visant à lutter contre le partage illégal de musique sur Internet. Le single Embers, de leur album est publié le 15 décembre 2012.

### Pause etOrigins(depuis 2013)
Entre 2013 et 2015, le groupe reste particulièrement silencieux. Entretemps, ils travaillent sur un nouvel album. À la fin de 2016, le groupe annonce la sortie de son troisième album, Origins, pour le 10 février 2017. Ils publieront un single intitulé Archetype of Destruction le 21 décembre 2016.

## Membres

### Membres actuels
- Chris Clancy – chant
- Andrew Jacobs – basse
- Daniel Bage – guiare, claviers
- Bill Fore – batterie[5],[14]

### Anciens membres
- Drew Stavola – claviers
- Chad Anthony – batterie
- Jeff Stewart – guitare
- Luis Obregon – guitare
- Brandon Jacobs – guitare
- Samus – batterie

## Discographie

### Albums studio
- 2010 : Mutiny Within
- 2013 : Synchronicity
- 2017 : Origins

### Démo
- 2006 : Mutiny (2006)[15]

### Autres
- 2009 : Roadrunner Records : Annual Assault - Awake (Demo)
- 2010 : God of War: Blood and Metal - The End[16]
- 2010 : WWE The Music: A New Day, Vol. 10 - Born to Win (thème d'Evan Bourne)
- Metal Hammer Presents... A Tribute to AC/DC - Highway to Hell[17]